# Catalina Foothills
Catalina Foothills és una concentració de població designada pel cens dels Estats Units a l'estat d'Arizona. Segons el cens del 2000 tenia 53.794 habitants.

## Demografia
Segons el cens del 2000, Catalina Foothills tenia 53.794 habitants, 23.948 habitatges, i 15.590 famílies La densitat de població era de 467,1 habitants/km².
Dels 23.948 habitatges en un 24,6% hi vivien nens de menys de 18 anys, en un 57,3% hi vivien parelles casades, en un 5,6% dones solteres, i en un 34,9% no eren unitats familiars. En el 28,8% dels habitatges hi vivien persones soles el 9,2% de les quals corresponia a persones de 65 anys o més que vivien soles. El nombre mitjà de persones vivint en cada habitatge era de 2,23 i el nombre mitjà de persones que vivien en cada família era de 2,76.
Per edats la població es repartia de la següent manera: un 19,9% tenia menys de 18 anys, un 6,4% entre 18 i 24, un 23% entre 25 i 44, un 31,8% de 45 a 60 i un 19% 65 anys o més.
L'edat mediana era de 45 anys. Per cada 100 dones de 18 o més anys hi havia 91 homes.
La renda mediana per habitatge era de 65.657 $ i la renda mediana per família de 82.675 $. Els homes tenien una renda mediana de 61.697 $ mentre que les dones 37.077 $. La renda per capita de la població era de 42.006 $. Aproximadament el 2,4% de les famílies i el 4,3% de la població estaven per davall del llindar de pobresa.

## Poblacions més a prop
El següent diagrama mostra les poblacions més a prop.